# Marruecos en los Juegos Paralímpicos de Sídney 2000
Marruecos estuvo representado en los Juegos Paralímpicos de Sídney 2000 por siete deportistas, cinco hombres y dos mujeres. El equipo paralímpico marroquí no obtuvo ninguna medalla en estos Juegos.